# Партия свободы (Шри-Ланка)
Партия свободы (синг.ශ්‍රී ලංකා නිදහස් පක්ෂය, тамил. இலங்கை சுதந்திரக் கட்சி) — одна из основных политических партий Шри-Ланки, считающаяся левоцентристской. 

## История
Партия свободы была образована в 1951 году рядом бывших членов Объединённой национальной партии. Её возглавил лидер нижней палаты парламента Соломон Бандаранаике. Партия выступала за провозглашение республики, вывод английских войск с территории острова и развитие отношений с социалистическими странами. Партия пользовалась поддержкой буддийского духовенства. В 1956 году ПС одержала победу на парламентских выборах, а Бандаранаике стал главой правительства. Сингальский национализм руководства ПС вызвал недовольство тамильской общины, что привело к политическому кризису. В 1959 году Соломон Бандаранаике был убит, в 1960 году партию и правительство возглавила его жена Сиримаво Бандаранаике (первая в мире женщина премьер-министр). 
Дальнейшая политическая жизнь страны определялась соперничеством двух основных сил — Партии свободы и Объединённой национальной партии. В период гражданской войны 1980-х гг. партия находилась в оппозиции к ОНП. В 1994 году ПС вернулась к власти — президентом стала Чандрика Кумаратунга. При её поддержке в 2005 году новым президентом был избран лидер ПС Махинда Раджапаксе. Ему удалось стабилизировать ситуацию в стране, ликвидировать последствия цунами и одержать военную победу над ТОТИ. Партия Свободы возглавляет Народный Альянс (коалицию с сингальскими левоцентристскими партиями, мусульманскими организациями и КПШЛ). Оппозиция обвиняет президента и лидеров ПС в ограничении демократических свобод.
| Год выборов | Кандидат              | Голоса в первом туре |
| ----------- | --------------------- | -------------------- |
| 1982        | Гектор Коббекадува    | 2,548,438 (39.07 %)  |
| 1988        | Сиримаво Бандаранаике | 2,289,860 (44.95 %)  |
| 1994        | Чандрика Кумаратунга  | 4,709,205 (62.28 %)  |
| 1999        | Чандрика Кумаратунга  | 4,312,157 (51.12 %)  |
| 2005        | Махинда Раджапаксе    | 4,887,152 (50,29 %)  |
| 2010        | Махинда Раджапаксе    | 6,015,934 (57.88 %)  |
| 2015        | Махинда Раджапаксе    | 5,768,090 (47.58%)   |

В 2016 году Махинда Раджапаксе вышел из партии.